# Alice Bridges
Alice W. Bridges, aussi connue par son nom de mariage Alice Roche, née le 19 juillet 1916 à Waterville, dans le Maine, et morte le 5 mai 2011 à Carlisle, Pennsylvanie, est une nageuse américaine. Elle a représenté les États-Unis à l'âge de 20 ans aux Jeux olympiques d'été de 1936 à Berlin, en Allemagne.

## Jeux de Berlin
Alice Bridges a grandi à Uxbridge, dans le Massachusetts. Elle et sa sœur jumelle, Marguerite, ont appris à nager dans un étang à Uxbridge et elle s'est ensuite entrainé à la piscine olympique de Whitinsville, ville située au nord d'Uxbridge. Lorsqu'elle a eu l'occasion de participer aux JO de Berlin, ses concitoyens ont recueilli des fonds pour payer son voyage, qu'elle n'aurait pas pu financer seule.
Bridges était au départ remplaçante dans l'équipe olympique mais a pris la place d'une nageuse (Eleanor Holm-Jarrett) qui avait été surprise en train de boire de l'alcool et suspendue. Elle semble remporter l'épreuve du 100 mètres de dos crawlé mais deux heures plus tard, les juges changent le classement pour accorder l'or et l'argent à deux nageuses néerlandaises (Nida Senff et Rie Mastenbroek) et la médaille de bronze à Alice Bridges.
Au cours de sa courte carrière de nageuse, elle a établi trois records du monde et vingt records des États-Unis.

## Pont Alice Bridges
En octobre 2008, l'État du Massachusetts et des élus locaux ont nommé en son honneur et en sa présence le pont qui enjambe la rivière Mumford dans le centre-ville de Uxbridge.
Elle résidera à Carlisle, Pennsylvanie, jusqu'à sa mort à l'âge de 94 ans.